# Battaglia di Las Salinas
La battaglia di Las Salinas fu un conflitto militare decisivo svoltosi tra le forze di Hernando e Gonzalo Pizarro ed il conquistador rivale Diego de Almagro, il 26 aprile 1538, nel corso della conquista dell'impero Inca. Entrambi i capi pretendevano di rappresentare l'autorità della Corona Spagnola; gli uomini di Pizarro controllavano la provincia di  Nueva Castilla, mentre quelli di Almagro operavano su  Nueva Toledo.
Dopo un'ora di massacro la battaglia si risolse con una vittoria di Pizarro: grazie alla cattura di Almagro e dei suoi luogotenenti, e all'uccisione di Rodrigo Orgóñez sul campo di battaglia, i Pizarro cacciarono il nemico prendendo possesso di Cuzco. Almagro fu giustiziato nel luglio del 1538.

## Contesto storico
Il conflitto tra i fratelli Pizarro ed Almagro si originò da una disputa sul possesso della città di Cuzco, durante la prima spartizione amministrativa spagnola del Perù. Nonostante Almagro controllasse la città fin dal 1537, entrambi la consideravano sotto alla propria giurisdizione. L'iniziativa di Almagro gli fece vincere numerose battaglie in precedenza, ma nonostante fosse riuscito a mantenere il controllo della città con un colpo di mano, gli uomini di Pizarro erano decisamente più forti in quella regione, lasciando ad Almagro poche possibilità di difesa. Almagro, capendo che il suo potere era a rischio, e sofferente di una malattia disabilitante, assegnò il comando della campagna militare a Rodrigo Orgóñez.
Gli uomini di Almagro furono sconfitti la prima volta perdendo il controllo del passo di Guaitara, che consentiva l'accesso a Cuzco; il nemico, affrontando le montagne, si presentò in forze lungo la costa. Durante un consiglio di guerra a Cuzco, Almagro considerò l'opportunità di un nuovo ciclo di negoziati con Pizarro. Si dice che Orgóñez l'abbia interrotto: "È troppo tardi; hai liberato Hernando Pizarro, ed ora non resta che combatterlo".
Orgóñez guidò i propri 500 uomini verso le antiche miniere di sale indiane di Cachipampa, a circa 5 a sud di Cuzco. La sua scelta del campo di battaglia fu criticata, dal momento che il terreno accidentato limitava l'uso della propria cavalleria, ovvero di un quinto della propria forza. La fanteria, inoltre, era a corto di armamenti, e molti si arrangiarono con le picche. Una batteria di sei falconetti, d'altra parte, gli consentivano un notevole vantaggio sui nemici.
L'esercito di Pizarro era composto in gran parte di fanti, circa 700. La sua cavalleria era superata da quella di Almagro, ma oltre ai conquistadores veterani poteva contare su un Tercio di archibugieri recentemente arrivato da Santo Domingo. Costoro portavano armi da fuoco di grosso calibro appena sviluppate durante la sanguinosa guerra nelle Fiandre.

## La battaglia

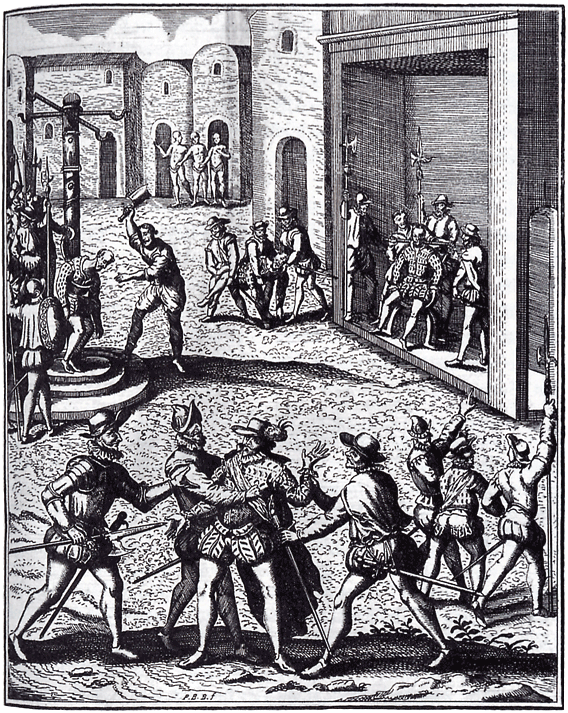
Hernando Pizarro assiste all'esecuzione di Diego de Almagro

Orgóñez dislocò la propria fanteria al centro, ed una divisione di cavalleria su ogni ala. L'esercito di Pizarro rispecchiò questo schieramento, con Alonso de Alvarado al comando di un corpo di cavalleria ed Hernando Pizarro alla guida dell'altro. Gonzalo Pizarro guidò il battaglione di fanteria che portò il primo attacco sul piccolo fiume che separava i due eserciti. Il fuoco dei cannoni di Orgóñez colpì la colonna di Gonzalo disperdendola, ma il terreno paludoso impedì alla cavalleria di Orgóñez di trarne vantaggio. Nel frattempo le truppe imperiali di Pizarro guadagnavano l'altra riva, aprendo un fuoco su due fronti contro il nemico.
Con la fanteria bloccata in combattimento nella palude, sia Pizarro che Orgóñez fecero avanzare la cavalleria. Su entrambi i fronti le ali destra e sinistra si fusero in un'unica colonna guidata da Orgóñez da una parte, e da Pizarro dall'altra. Vi fu un impatto tremendo quando i due corpi si scontrarono al completo galoppo, con gli uomini che gridavano "¡El Rey y Almagro!" o "¡El Rey y Pizarro!". Orgóñez, nel pieno della battaglia, fu colpito, disarcionato ed ucciso mentre si stava arrendendo. La sua morte scardinò la cavalleria, che iniziò a mostrarsi confusa nonostante la superiorità.
La fanteria di Almagro, nel frattempo, non aveva possibilità contro la potenza di fuoco superiore degli uomini di Pizarro e, dopo un'ora di scontro sanguinoso, iniziò a dirigersi verso Cuzco. Almagro osservò la fuga da una collina: "Con un'agonia indescrivibile, vide i suoi fedeli seguaci, dopo una dura lotta, sconfitti dagli avversari, convinto che tutto era perso, salì su un mulo, e cavalcò verso un rifugio temporaneo nella fortezza di Cuzco."